# Hibiscus fuscus
Hibiscus fuscus är en malvaväxtart. Hibiscus fuscus ingår i Hibiskussläktet som ingår i familjen malvaväxter.

## Underarter
Arten delas in i följande underarter:
- H. f. fuscus
- H. f. naivashensis